# 永贞 (大理)
永贞（1147年—1148年）是大理国皇帝段正兴的第一個年号，共计2年。
年號名稱，雲南文獻皆有永貞年號，唯李京《雲南志略》不載（按陶宗儀《說郛》錄《雲南志略》作年號「永真」）。2009年4月雲南通海白塔心出土的《京林氏女囗囗墓碑》署有「永貞」年號。
起訖年，方詩銘、李崇智、段玉明、李家瑞作1148年，王雲、黃德榮作1147年－1148年。

## 年號及改元出處
- 倪輅《南詔野史》：「宋高宗紹興十七年（1147）立，改元永貞。又改龍興、聖明、建德等年號。……易長禪位為僧。」
- 胡蔚《增訂南詔野史》：「南宋高宗丁卯紹興十七年（1147）即位。明年（1148），改元永貞。又改元大寶、龍興、盛明、建德。……孝宗壬辰乾道八年（1172）四月，重霧，十六日方開。正興禪位為僧，在位二十五年。」
- 王崧《雲南備徵志》：「宋高宗紹興十七年（1147）即位，改元永貞。高量成繼立，改元大寶。……二十五年，改元龍興，又改聖明、建德。……乾道七年（1171）六月禪位為僧，在位二十七年。」
- 諸葛元聲《滇史》：「段氏十七世正興，以宋高宗紹興十七年丁卯（1147）立，改元永貞。己巳（1149），改元大寶。……丁丑（1157），改元龍興。壬午（1162），改盛明。甲申（1164），改建德。……正興在位二十五年，避位為僧。」
- 李京《雲南志略》：「子政興立，改元〔永真〕、天寶（陶宗儀《說郛》作「天保」）、龍興、盛明、建德。在位二十六年。」
- 楊慎《滇載記》：「正興以宋高宗紹興十七年（1147）立，改元四：永貞、太寶、龍興、盛明。」
- 馮蘇《滇考》：「紹興十七年（1147），子正興嗣，改元永貞、大寶、龍興、盛明、建德。……立二十五年，亦避為僧。」
- 《白古通記淺述》：「正興立二十五年。」
- 《京林氏女囗囗墓碑》：「永貞二年囗囗月一十八日亡。」

## 纪年對照表
| 永贞 | 元年   | 二年   |
| ---- | ------ | ------ |
| 公元 | 1147年 | 1148年 |
| 干支 | 丁卯   | 戊辰   |

## 同期存在的其他政权年号
- 中國
  - 紹興（1131年－1162年）：宋－宋高宗趙構之年號
  - 咸清（1144年－1150年）：西遼－感天后蕭塔不煙之年號
  - 皇統（1141年－1149年）：金－金熙宗完颜亶之年號
  - 人慶（1144年－1148年）：西夏－夏仁宗李仁孝之年號
- 越南
  - 大定（1140年－1162年）：李朝－李天祚之年號
- 日本
  - 久安（1145年－1151年）：近衛天皇之年号